# Daniel Romanchuk
Daniel Romanchuk (Mount Airy,  Maryland; 3 de agosto de 1998) es un corredor en silla de ruedas estadounidense, ganador de seis Grandes Maratones entre los años 2018 y 2019.
Romanchuk también participó en los Juegos paralímpicos de Río de Janeiro 2016, en todas las carreras desde los 100 metros hasta los 5000 metros.